# Visconde de Santarém
Visconde de Santarém é um título nobiliárquico criado por D. João, Príncipe Regente de D. Maria I de Portugal, por Decreto de 17 de Dezembro de 1811, em favor de João Diogo de Barros e Sousa Mesquita Macedo Leitão e Carvalhosa, 1.º Senhor de Pontével, de Ereira e da Lapa, Alcaide-Mor do Castelo de Santarém, do Castelo da Golegã e do Castelo de Almeirim.
Titulares
1. João Diogo de Barros e Sousa Mesquita Macedo Leitão e Carvalhosa, 1.º Visconde de Santarém, 1.º Senhor de Pontével, de Ereira e da Lapa, Alcaide-Mor do Castelo de Santarém, do Castelo da Golegã e do Castelo de Almeirim;
2. Manuel Francisco de Barros e Sousa Mesquita Macedo Leitão e Carvalhosa, 2.º Visconde de Santarém, 2.º Senhor de Pontével, de Ereira e da Lapa, Alcaide-Mor do Castelo de Santarém, do Castelo da Golegã e do Castelo de Almeirim, Senhor do Morgado de Vaqueiros.

Após a Implantação da República Portuguesa, e com o fim do sistema nobiliárquico, usaram o título: 
1. Manuel Francisco de Barros de Saldanha da Gama e Sousa Mesquita Macedo Leitão e Carvalhosa, 3.º Visconde de Santarém, 3.º Visconde de Vila Nova da Rainha;
2. João Diogo de Barros Leitão e Carvalhosa, 4.º Visconde de Santarém, 4.º Visconde de Vila Nova da Rainha.